# Ethan Wheatley
Ethan Joseph Wheatley (Stockport, 20 januari 2006) is een Engels voetballer die bij voorkeur als aanvaller speelt. Hij speelt bij Manchester United.

## Clubcarrière
Wheatley tekende in januari 2024 zijn eerste profcontract bij Manchester United, waar hij doorstroomde uit de eigen jeugdopleiding. Op 24 april 2024 debuteerde hij in de Premier League tegen Sheffield United.